# Kasaina scabra
Genre
Espèce
Kasaina scabra, unique représentant du genre Kasaina, est une espèce d'opilions laniatores de la famille des Assamiidae.

## Distribution
Cette espèce est endémique du Kasaï au Congo-Kinshasa. Elle se rencontre vers Luebo.

## Description
Le mâle syntype mesure 2,5 mm.

## Publication originale
- Lawrence, 1957 : « The Opiliones collected by Dr. A. de Barros Machado in the Belgian Congo during 1953 and 1955. » Revue de Zoologie et de Botanique Africaines, vol. 56, p. 151–166.